# Кшиве-Коляно
Кшиве-Коляно (пол. Krzywe Kolano) — село в Польщі, у гміні Єзьора-Великі Моґіленського повіту Куявсько-Поморського воєводства.
Населення — 185 осіб (2011).
У 1975-1998 роках село належало до Бидгощського воєводства.

## Демографія
Демографічна структура станом на 31 березня 2011 року:
|          | Загалом | Допрацездатний вік | Працездатний вік | Постпрацездатний вік |
| -------- | ------- | ------------------ | ---------------- | -------------------- |
| Чоловіки | 93      | 20                 | 65               | 8                    |
| Жінки    | 92      | 18                 | 54               | 20                   |
| Разом    | 185     | 38                 | 119              | 28                   |